# Mare de Déu del Roser de Casa Bellera
La Mare de Déu del Roser de Casa Bellera és una capella particular de Casa Bellera, en el poble de Caregue, del terme municipal de Rialp, a la comarca del Pallars Sobirà. Pertanyia a l'antic terme del mateix nom.
Està situada a Casa Bellera, en el nucli de població de Caregue.